# 吉安·馬可·法拉利
吉安·馬可·法拉利（義大利語：Gian Marco Ferrari；1992年2月15日—），意大利足球運動員，現效力意甲球會薩索羅，意大利國家足球隊成員，司職后卫。

## 俱樂部生涯
法拉利出自帕爾馬的青訓營，在2015年夏天加盟克羅托內之前，他基本上都在低級別聯賽中的球隊效力。
2016年夏天，意甲球隊薩索洛以400萬歐元從克羅托內簽下費拉里，但隨即將他租借回克羅托內。上賽季費拉里在意甲出場37次，打進3球，幫助球隊成功保級。
意甲球隊桑普多利亞在官網上正式宣佈，從薩索洛租借後衛法拉利，租借為期一年，合同中附帶買斷和回購條款。

## 國家隊生涯
2021年5月，法拉利首次入選意大利國家足球隊。在5月28日，意大利8-0大勝聖馬力諾的友誼賽中，完成了自己在國家隊的首秀。在比賽的第34分鐘打進了自己的國家隊首個進球。

## 外部連結
- Soccerway資料庫：吉安·馬可·法拉利